# Zygmunt Sobczyński
Zygmunt Sobczyński, także Spychaj (ur. 26 kwietnia 1931 w Szewnie, zm. 26 lutego 2012) – polski oficer wywiadu, konsul generalny w Szanghaju (1986–1989).

## Życiorys
W latach 1950–1952 kształcił się w Wyższej Szkole Oficerskiej w Legionowie. Po jej zakończeniu został zatrudniony w Departamencie VII (ds. wywiadu zagranicznego) Ministerstwa Bezpieczeństwa Publicznego. Od 1955 pracował na etacie niejawnym w Departamencie I (ds. wywiadu) Komitetu do spraw Bezpieczeństwa Publicznego, a następnie Ministerstwa Spraw Wewnętrznych. Od 18 stycznia 1956 do października 1960 był delegowany do pekińskiej rezydentury, oficjalnie pełniąc funkcję starszego referendarza, następnie attaché i kierownika Wydziału Konsularnego Ambasady w Pekinie. Od 31 sierpnia 1962 do 31 sierpnia 1964 był starszym oficerem operacyjnym rezydentury w Chicago, oficjalnie pracując jako wicekonsul w tamtejszym Konsulacie Generalnym. Po powrocie w Wydziale IV Departamentu I MSW. Od 15 sierpnia 1969 do 24 lipca 1973 był oficerem operacyjnym rezydentury w Waszyngtonie, oficjalnie zajmując stanowisko I sekretarza Ambasady. Bezpośrednio potem był inspektorem w Wydziale III Departamentu I MSW. Od 1 czerwca 1975 do 14 stycznia 1979 pełnił funkcję kwatermistrza Ośrodka Kształcenia Kadr Wywiadowczych MSW w Starych Kiejkutach. W 1979 powrócił do MSW w Warszawie. W 1980 przeszedł do grupy do zadań specjalnych Departamentu II (ds. kontrwywiadu) MSW, awansując w 1981 na zastępcę naczelnika Wydziału V (ds. zwalczania szpiegostwa amerykańskiego) Departamentu II. Od 1985 był zastępcą naczelnika w Departamencie I. Od 4 sierpnia 1986 do 1 września 1989 był oficerem operacyjnym rezydentury w Pekinie oraz kierownikiem Punktu Operacyjnego w Szanghaju. Oficjalnie w tym czasie pełnił funkcję konsula generalnego PRL w Szanghaju. Pracę w MSW zakończył 20 marca 1990 w stopniu podpułkownika.
Syn Władysława i Teodozji. Pochowany na Cmentarzu Komunalnym Północnym w Warszawie.